# Chuteira de Ouro da Revista Placar
A Chuteira de Ouro da Revista Placar é uma premiação oferecida pela publicação desde 1999, entregue ao melhor artilheiro do futebol brasileiro em cada ano. Os gols têm valores diferentes, conforme a competição em que são marcados, ou se são feitos pela Seleção Brasileira. 
Os recordistas dos prêmios são Romário, que venceu três das quatro primeiras entregas, incluindo as duas primeiras, e Neymar, que foi o primeiro a ganhar o prêmio três vezes consecutivas.
A partir de 2017, o prêmio passou a ser entregue pela ESPN junto na cerimônia do Bola de Prata para o artilheiro do Campeonato Brasileiro.

## Vencedores

### Placar
| Ano  | Jogador          | Clube               | Gols | Pontos |
| ---- | ---------------- | ------------------- | ---- | ------ |
| 1999 | Romário          | Flamengo            | 46   | 92     |
| 2000 | Romário          | Vasco da Gama       | 72   | 152    |
| 2001 | Kléber Pereira   | Atlético Paranaense | 50   | 100    |
| 2002 | Romário          | Vasco e Fluminense  | 42   | 84     |
| 2003 | Luís Fabiano     | São Paulo           | 47   | 95     |
| 2004 | Washington       | Atlético Paranaense | 44   | 88     |
| 2005 | Fred             | Cruzeiro            | 39   | 80     |
| 2006 | Marinho          | Atlético Mineiro    | 27   | 54     |
| 2007 | Dodô             | Botafogo            | 34   | 68     |
| 2008 | Keirrison        | Coritiba            | 41   | 82     |
| 2009 | Diego Tardelli   | Atlético Mineiro    | 39   | 78     |
| 2010 | Neymar           | Santos              | 42   | 84     |
| 2011 | Neymar           | Santos              | 39   | 78     |
| 2012 | Neymar           | Santos              | 56   | 112    |
| 2013 | Hernane          | Flamengo            | 36   | 70     |
| 2014 | Barcos e Fred    | Grêmio e Fluminense | 29   | 58     |
| 2015 | Ricardo Oliveira | Santos              | 37   | 72     |
| 2016 | Robinho          | Atlético Mineiro    | 25   | 50     |

### ESPN
Entregue ao Artilheiro do Campeonato Brasileiro
| Ano  | Jogador             | Clube                  | Gols |
| ---- | ------------------- | ---------------------- | ---- |
| 2017 | Jô                  | Corinthians            | 18   |
| 2018 | Gabigol             | Santos                 | 18   |
| 2019 | Gabigol             | Flamengo               | 25   |
| 2020 | Claudinho e Luciano | Bragantino e São Paulo | 18   |